# Metaphysäre Chondrodysplasie Typ Jansen
Die Metaphysäre Chondrodysplasie Typ Jansen
ist eine angeborene Skelettdysplasie mit ausgeprägten Veränderungen des wachsenden Knochens mit Lokalisation in den Metaphysen.
Synonyme sind: Jansen-Syndrom; Murk-Jansen-Syndrom; Dysostosis metaphysaria Murk Jansen
Die Namensbezeichnung bezieht sich auf den Autor der Erstbeschreibung von 1934, den holländischen Orthopäden Murk Jansen (1863–1935).

## Verbreitung
Die Häufigkeit wird mit unter 1 zu 1.000.000 angegeben, die Vererbung erfolgt autosomal-dominant.

## Ursache
Der Erkrankung liegen verschiedene Mutationen imPTHR1-Gen im Chromosom 3 Genort p21.31 Location zugrunde. Dieses Gen kodiert für den PTH/PTHrP-Rezeptor. Das PTHR1-Protein vermittelt in Niere und Knochen die PTH-abhängige Regulation von Kalzium und Phosphat. Das Gen wird auch in der Wachstumsplatte der Knochen exprimiert.

## Klinische Erscheinungen
Diagnostische Kriterien sind:
- bereits nach der Geburt rachitisartige Skelettveränderungen
- dysproportionierter Kleinwuchs mit Verbiegung der Unterarme und Unterschenkel, aufgetriebene Gelenke, Bänderlaxizität, Thoraxdeformität, Erwachsenengrösse liegt bei 100–150 cm
- Mikrognathie
- beim Erwachsenen prominente Supraorbitalwulst

## Diagnose
Das Röntgenbild dokumentiert eine Osteopenie, becherförmig aufgetriebene, später fragmentiert erscheinende Metaphysen, sowie weite Wachstumsfugen, bei normalen Epiphysen.

## Differentialdiagnose
Differentialdiagnostisch besteht Verwechslungsgefahr mit der Rachitis sowie dem Hyperparathyreoidismus.